# تپه چیا ولیان
تپه چیا ولیان مربوط به مس و سنگ است و در شهرستان کرمانشاه، بخش مرکزی، دهستان میان دربند، ۵۰۰ متری شرق روستای ریکا واقع شده و این اثر در تاریخ ۷ خرداد ۱۳۸۷ با شمارهٔ ثبت ۲۲۸۱۴ به‌عنوان یکی از آثار ملی ایران به ثبت رسیده است.